# Sorvad
Sorvad er en herregård (dvs. havde status som hovedgård) udstykket fra herregården Løvenholm i 1804. Gården ligger øst for Randers i Gjesing Sogn i Norddjurs Kommune; tidligere Sønderhald Herred.
Sorvad var før en landsby med fem gårde, hvoraf 1744 oprettedes en ladegård (18 og 19 tønder hartkorn) til Løvenholm, som af ejeren, amtmand Peter Severin Fønss 1804 blev solgt for 24.600 rigsdaler og 200 dukater til Anders Hviid, hvis søn Peder Hviid 1872 solgte den for 150.000 rigsdaler til Christian greve Moltke til Lystrup. Hovedbygningen, opført 1804 og 1854-55 af grundmur, er een fløj, i et stokværk med kvist ud til haven.
Gården havde i 1900 41 tønder hartkorn, 462 tønder land, hvoraf 60 eng, 29 skov, 40 mose og kær, resten ager; til gården hørte en mølle og et teglværk.

## Ejerliste
Denne liste er ufuldstændig; hjælp gerne med at udfylde den.
- 1804-1830: Anders Hviid
- 1830-1872: Peder Hviid
- 1872-1905: Christian Henrik Carl greve Moltke
- 1905-1919: Magnus de Creagh-Bornholdt

56°28′39″N 10°24′26″Ø / 56.4776°N 10.4072°Ø
|  | Denne artikel om en bygning eller et bygningsværk kan blive bedre, hvis der indsættes et (bedre) billede. Du kan hjælpe ved at afsøge Wikimedia Commons for et passende billede eller lægge et op på Wikimedia Commons med en af de tilladte licenser og indsætte det i artiklen. |